# Захарино (Хиславичский район)
Захарино — историческое местечко, упразднённая деревня Хиславичском районе Смоленской области России. Находится в 15 км к юго-востоку от Хиславич, в районе деревни Печёрская Буда.

## История
В XVI—XVIII веках Захарино являлось слободой Мстиславльского воеводства в составе Речи Посполитой. С 1772 года — в составе Российской империи, с 1826 года — местечко Захарьино в составе Мстиславского уезда Могилевской губернии. В 1928 году местечко вошло в состав Хиславичского района Рославльского округа Западной области. С 1937 года — в составе Хиславичского района Смоленской области. В 1930-х годах в местечке был образован Захарьинский еврейский национальный сельсовет. В 1832 году в Захарино проживало 478 евреев, в 1847 году — 538, в 1880 году — 701, в 1897 году — 566 (98,6 %), в 1908—570, в 1925—550 (92 %). В 1860 году раввином в Захарино был Бенцион Сорочкин (1843—?), отец З. Сорочкина. В 1880 году в Захарино имелось 2 синагоги: Лейба Хасин арендовал сукновальный завод, Берка Черняк владел дегтярным заводом. В 1921 создано отделение Евсекции. С 1920-х в Захарино работали еврейская начальная школа, вечерние курсы, еврейский драматический кружок.
До 1929 года Захарино находилось в составе Пирянской волости Мстиславского уезда Могилёвской губернии. С 1929 года — в составе Хиславичского района.
По состоянию на 1910 год население местечка составляло 600 человек.
В годы Великой Отечественной войны деревня была оккупирована гитлеровскими войсками в июле 1941 года, освобождена в сентябре 1943 года. В местечке было создано гетто.
Захарино было полностью уничтожено немецкими войсками.
На месте прежнего местечка сохранились следы памятника погибшим.